# Protosceloides
Protosceloides là một chi bọ cánh cứng trong họ Chrysomelidae.
Chi này được miêu tả khoa học năm 1968 bởi Medvedev.

## Các loài
Chi này gồm các loài:
- Protosceloides nitidicornis Medvedev, 1968